# 大中党
大中党（だいちゅうとう）は、中華民国初期の公開政党。
1913年（民国2年）9月18日、臨時大総統袁世凱の命令により、総統府秘書長梁士詒（交通系の指導者）は、集益社や潜社などの小政党を糾合して、御用政党である公民党を結成した。このとき、集益社の幹部である朱兆莘は公民党には参加せず、江天鐸率いる超然社や相友会などの小政党と合併し、大中党を結成したのである。
大中党は第三党として自立することを唱え、当時の国会内二大政党である国民党と進歩党のいずれにも属さなかった。しかし、同年11月15日の国会停会により、大中党もまた事実上崩壊した。